# Бернхард I (герцог Саксонії)
Бернхард I (*Bernhard I. Billung, бл. 950 — 9 лютого 1011) — герцог Саксонії у 973—1011 роках.

## Життєпис
Походив з династії Біллунгів. Син Германа, герцога Саксонії, та Оди. Бернхард I відбив напад данців у 974, 983 і 994 роках. У 986 році отримав титул маршала. Після цього брав участь у походах проти Генріха II, герцога Баварії.
У 990 Бернхард одружився з донькою Генріха Лисого, графа Штаде. У 991 і 995 роках брав участь у походах імператора Оттона III проти слов'ян.
У внутрішніх справах Саксонського герцогства проводив незалежну політику.
Бернхард I помер в 1011 році і був похований в церкві св. Міхаеля в Люнебурзі.

## Родина
Дружина — Ґільдегарда, донька генріха, графа Штаде.
Діти:
- Герман (991)
- Бернхард (995—1059), герцог Саксонії у 1011—1059 роках
- Імма (995-д/н)
- Тітмар (д/н-1048), граф
- Гедесдіва (д/н-бл.1040), аббатиса в Метелені
- Матильда (д/н-1014), черниця в монастиря Гернрода
- Отелінда (д/н-1044), дружина Дірка III, графа Голландії